# Manuel Piar
Manuel Carlos Piar (Willemstad, 28 aprile 1774 – Angostura, 16 ottobre 1817) è stato un generale venezuelano, protagonista delle guerre di liberazione del Sudamerica dal domino coloniale spagnolo.

## Origini e infanzia
Figlio di Fernando Piar, ricco mercante proveniente dalle Isole Canarie e di una donna olandese mulatta nacque a Willemstad nell'isola di Curaçao, Piar crebbe con la condizione sociale di mestizo, soggetto pertanto alle discriminazioni e ai limiti sociali vigenti all'epoca nelle colonie spagnole per le persone nate da unione mista.
Arrivò in Venezuela con sua madre all'età di dieci anni, stabilendosi a La Guaira. Non frequentò mai la scuola ma nonostante questo gli venne insegnato a leggere e a scrivere; capacità con cui riuscì da adulto a costruirsi una invidiabile cultura da autodidatta, arrivando anche a parlare diverse lingue.
Nel 1797 decise di partecipare agli sforzi per la ribellione dal dominio coloniale e si unì ad un tentativo di rivolta che tuttavia fallì; in seguito a questi eventi tornò a Curaçao.

## Carriera militare
Nel 1804 si unì alla milizia per combattere gli inglesi a Curaçao; le forze riuscirono ad espellere gli inglesi restaurando il dominio olandese. Tre anni dopo era in Haiti combattendo per contro delle forze rivoluzionarie.
Nel 1810 la sua esperienza militare e la sua ferma volontà di indipendenza verso la monarchia spagnola lo portarono al servizio del conflitto per l'indipendenza del Venezuela. Iniziò in marina come Comandante di una nave e partecipò in diversi scontri con gli spagnoli, tra cui la battaglia di Sorondo nel fiume Orinoco nel 1812.
Dopo la caduta della Prima Repubblica del Venezuela andò in esilio a Trinidad ma fece ritorno nel 1813 per combattere con il grado di colonnello. Difese con successo Maturín e contribuì in modo determinante a liberare la parte orientale del paese dalle forze spagnole. L'anno seguente divenne generale di brigata e combatté ancora contro i realisti.
In questa occasione conobbe Simón Bolívar, arrestandolo mentre questi era in fuga, ma in seguito permettendogli di scappare a Cartagena e diventandone amico e uomo di fiducia.
L'anno seguente,nel 1814, Piar guidò le truppe a combattere nelle province di Barcelona, Caracas e Cumaná ma fu sconfitto da José Tomás Boves a El Salado.
Con il ritorno di Bolivar dal secondo esilio Piar sconfisse Francisco Tomás Morales a El Juncál, poi iniziò a marciare in Guayana per liberare la provincia e all'inizio del 1817 assediò Angostura, conquistandola e venendo promosso Generale.

## Destituzione, arresto ed esecuzione
Piar venne presto a conflitto con i suoi superiori, tra cui lo stesso Bolívar. Fu proprio El Libertador a sollevare dal suo incarico di comando Piar, che sentendosi ormai sgradito, chiese di andarsene dal Venezuela in cerca di fortuna altrove. Nel giugno 1817 Bolívar garantì a Piar che poteva andarsene liberamente. Tuttavia il generale mentre preparava la partenza iniziò una intensa campagna per contrastare la leadership di Bolívar, portando molti generali dalla sua parte (soprattutto quelli di origine meticcia). Bolívar reagì ignorando i patti e facendo arrestare Piar il 28 settembre per poter fornire un esempio a tutti coloro che lo contestavano. Piar fu accusato di tradimento e processato dalla corte marziale che emise la pena capitale, sentenza eseguita il 16 ottobre per fucilazione.
Bolívar non volle partecipare all'esecuzione e in seguito disse più volte che si pentì amaramente di questa decisione, avendo fatto uccidere un uomo che per lui era come un fratello.

## Monumenti e omaggi
- L'Aeroporto Manuel Carlos Piar di Ciudad Guayana, prende il nome da lui.